# Afeda biloba
Afeda biloba är en fjärilsart som beskrevs av Ronald W. Hodges 1978. Afeda biloba ingår i släktet Afeda och familjen fransmalar. Inga underarter finns listade i Catalogue of Life.